# Dopo la catastrofe (Franzoi)
Dopo la catastrofe è un dipinto di Sergio Franzoi eseguito nel 1962. Appartiene oggi alla collezione della Fondazione dei musei civici di Venezia sita nel palazzo di Ca' Pesaro nella Galleria internazionale d'arte moderna.

## Descrizione
L'Opera presenta una netta semplificazione delle forme pur rimanendo evidentemente un dipinto di arte figurativa. In particolare l'opera presenta quattro figure scontornate con spesse pennellate nere visibili in primo piano, di cui tre distese ed una in piedi, che riempiono quasi completamente la tela. Il quadro, come nel caso dell'opera precedente di Franzoi Il clown presenta delle pennellate sui toni del blu e del rosso sull'intera superficie.